# Theodosios III.

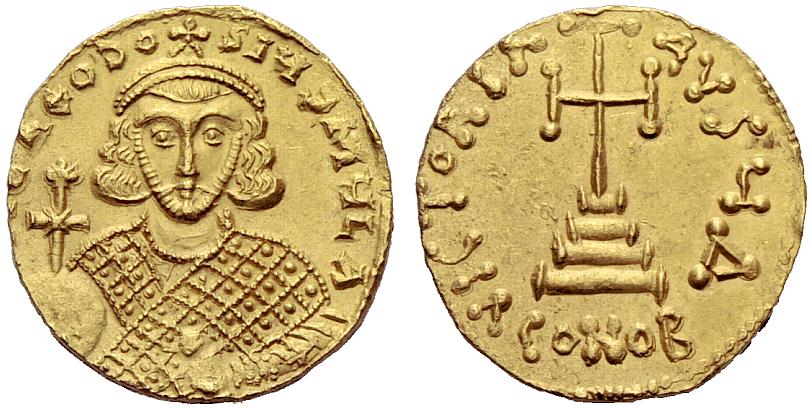
Solidus des Theodosios III.

Theodosios III. der Armenier (mittelgriechisch Θεοδόσιος Γ′) war Steuereinnehmer im Thema von Opsikion, wohnhaft oder tätig in Adramyttion und byzantinischer Kaiser von 715 bis 717.

## Leben
Theodosios wurde wohl im Mai 715 vom Heer – vielleicht sogar gegen seinen Willen – gegen Anastasios II. zum Kaiser ausgerufen, konnte sich aber erst im November 715 als Alleinherrscher durchsetzen. Als Kaiser nahm er möglicherweise zusätzlich den Namen Konstantin an. Als die Araber im Jahre 717 Konstantinopel belagerten, kam es zum erneuten Herrschaftswechsel, da die Armee ihn nicht für fähig genug erachtete. Der aus Syrien stammende Feldherr Konon ließ sich als Leo III. zum neuen Kaiser ausrufen; Theodosios dankte im März 717 zusammen mit seinem Sohn ab und wurde Geistlicher.